# Three Wise Fools (pel·lícula de 1923)

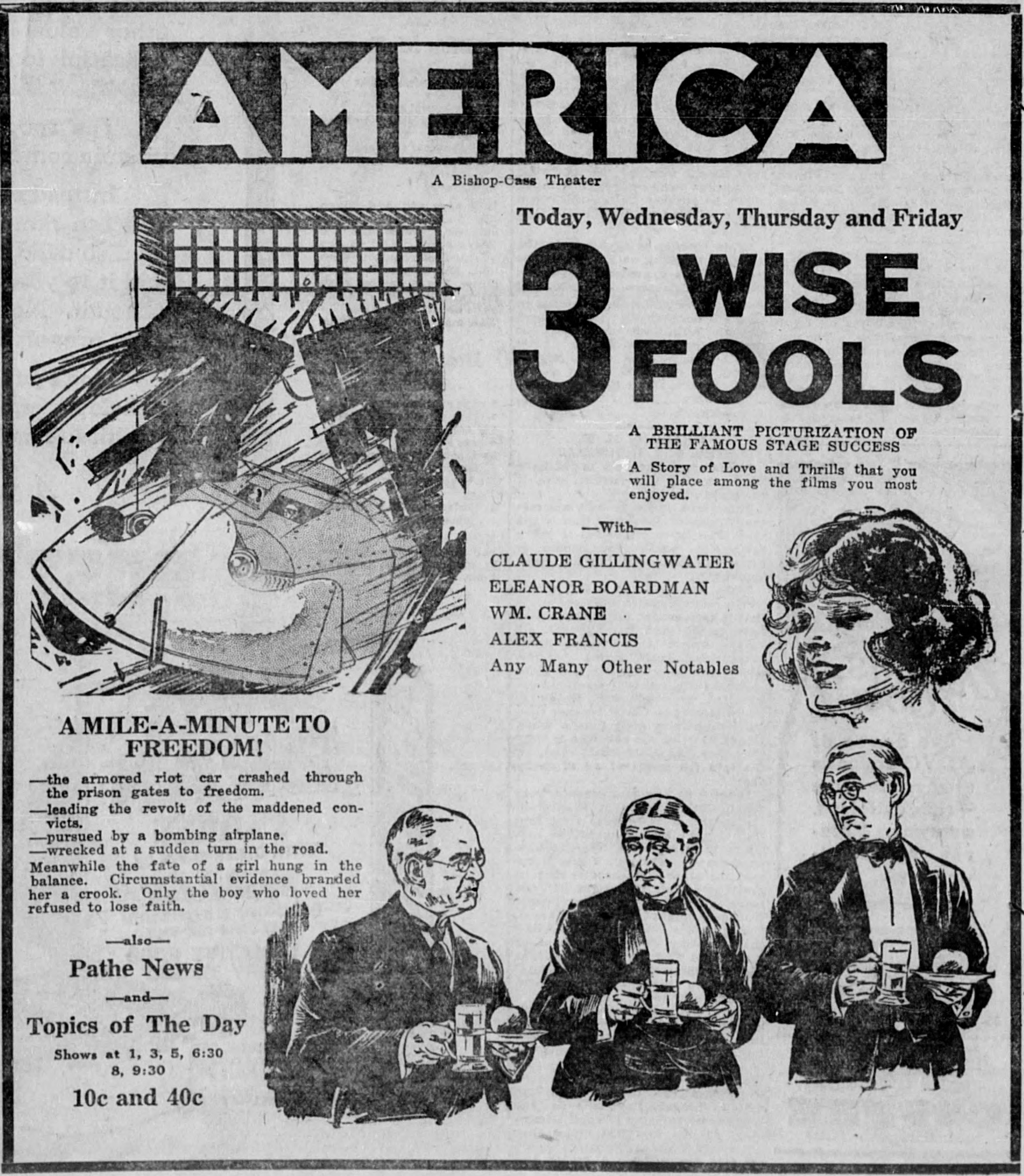
Anunci publicitari de la pel·lícula

Three Wise Fools és una pel·lícula muda en blanc i negre dirigida per King Vidor. Tot i que es va anunciar la seva estrena pel 19 d'agost de 1923 hi ha nombrosos articles de crítica anteriors que indiquen que l'estrena va ser durant el mes de juliol. Basada en l'obra de teatre "Three Wise Fools, a Play In Three Acts" d'Austin Strong (estrenada a Broadway el 1918). Es va filmar una nova versió de la pel·lícula l'any 1946 protagonitzada per Margaret O'Brien i Lionel Barrymore.

## Repartiment
- Claude Gillingwater (Theodore Findley)
- Eleanor Boardman (Rena Fairchild / Sydney Fairfield)
- William H. Crane (jutge James Trumbull)
- Alec B. Francis (Dr. Richard Gaunt)
- John St. Polis (John Crawshay)
- William Haines (Gordon Schuyler)
- Lucien Littlefield (Douglas)
- ZaSu Pitts ("Mickey")
- Brindley Shaw ("Benny the Duck")
- Martha Mattox (senyora Saunders)
- Creighton Hale (Trumbull de jove)
- Raymond Hatton (Gaunt de jove)
- Craig Biddle Jr (Findley de jove)
- Charles Hickman (Clancy)
- Fred J. Butler (inspector Poole)
- Fred Esmelton (Gray)

## Argument
Tres vells solters, Findley, Trumbull, i Gaunt, viuen en una luxosa mansió de Washington Square a Nova York. Tots tres van estar enamorats de la mateixa noia (Rena Fairchild) quan eren joves, però ella es va casar amb un altre, i ara viuen junts per consolar-se mútuament. Un nebot de Findley va a viure amb ells i Rena Fairchild, el seu amor mor deixant una carta en què els demana que acullin a parts iguals la seva filla, Sydney Fairchild. La noia es una bellesa i el nebot cau immediatament enamorat. Ells accepten de bon grat la demanda i tothom sembla feliç. Tot canvia quan les proves apunten que Sydney ha ajudat a escapar-se un criminal que ha entrat dins la mansió per venjar-se de Trumbull, que és jutge i és arrestada. Els tres se senten traïts però el nebot creu en la innocència de la noia. Es prova que ella protegia el seu pare, que havia fugit de la presó falsament acusat de falsificació La innocència del pare queda establerta gràcies a la confessió del criminal que havia entrat en la mansió i el nebot acaba casant-se amb ella. En la pel·lícula es produeixen múltiples escenes com la fuga de la presó de centenars de convictes, la fugida a tota velocitat en un cotxe perseguit per un aeroplà que el bombardeja.

## Producció
Goldwyn Pictures va contractar King Vidor el gener de 1923 per a fer un seguit de pel·lícules i la primera va ser Three Wise Fools. Vidor havia adquirit els drets de l'obra el 1921 i planejava fer la seva pròpia adaptació al cinema i va ser assistit per June Mathis. La filmació va començar el febrer i el procés de producció va tenir lloc als Goldwyn studio de Los Angeles. La pel·lícula va tenir molt bona acollida i va rebre de manera general molt bones crítiques.